# 창가
창가(唱歌)는 갑오개혁 이후에 신시(新詩)로 된 시가를 말한다. 근대 계몽기에 서양식 악곡에 따라 가창을 전제로 창작되었다. 시조나 재래의 가사 및 찬송가의 영향으로 주로 4·4조의 음수율(音數律)을 가졌으나 , 그 후에는 7·5조, 8·5조 등으로 변하여 자유시로 발전하면서 뒤의 신체시(新體詩)에 연결되게 된다.
창가는 신문학 태동기에 있어서 새로운 시문학의 발전을 유도하는 계기로서의 의의가 크다. 한편 이 창가에는 음악적 요소가 있어, 이 창가의 가사에 음곡(音曲)을 붙여 부르면 노래로서의 창가가 되기 때문에 이 시기에는 신식 노래를 부르라는 뜻으로 창가를 하라고 하였던 것이다.

## 예

### 4·4조
- 동심가 : 1896년 (건양 원년) 이중원 작

잠을 깨세 잠을 깨세, 사천년이 꿈속이라,
만국이 회동하야, 사해가 일가로다.
구구세절 다 버리고, 상하동심 동덕하세,
남의 부강 부러하고, 근본없이 회빈하랴.
범을 보고 개 그리고 봉을 보고 닭 그린다.
문명개화 하랴하면 실상일이 제일이라.
못에 고기 부러말고, 그물매자 잡아보세,
그물맺기 어려우랴 동심결로 맺아보세.

- 자주독립가: 1896년 (건양 원년) 이필균 작

아세아의 대조선이, 자주독립 분명하다.
에야에야 애국하세, 나라 위해 죽어보세.
깊은 잠을 어서 깨어, 부국 강병 진보하세,
남의 천대 받게 되니, 후회 막급 없이 하세,
남녀 없이 입학하야, 세계 학식 배와 보자.
교육해야 개화되고, 개화해야 사람되네.

### 8·5조
- 경부철도가 : 1908년 최남선 작

이십사번 화신풍(花信風) 불어올 때에, 때좋다고 꽃피난 금성산(錦城山)인데,
정든 손을 나누기 어렵다 하야, 꽃다운 혼(魂) 스러진 낙화대(落花臺)로다.
미륵(彌勒) 황간(黃澗) 두 역을 바삐 지나서 추풍령의 이마에 올라 타도다.
경부선 중 최고지(最高地) 이 고개인데, 예서부터 남편은 영남(嶺南)이라오.

동심가의 4·4조의 형식과 그 내용에 담겨진 자주독립·부국강병·남녀교육 등의 열렬한 외침은 그대로 당시의 시대의식을 반영하고 있다. 이와 같은 4·4조의 형식은 7·5조, 8·5조 등의 새로운 형식으로 변천해 갔는데, (2)의 8·5조 형식과 비교해 보면 그 변천 경위를 알 수 있을 것이다. 결국 창가는 형식의 변천 과정을 통해 일부는 신체시에 넘기고 일부는 학교 창가와 사회적으로는 가요 형식으로 분립해 창가는 문학사적으로 신체시의 선행적인 의미를 지닌다.

## 같이 보기
- 한국 전통 음악
- 신체시